# Ribera Alta del Ebro
Pour les articles homonymes, voir Ribera et Ebro (homonymie).
La comarque de Ribera Alta del Ebro est une région aragonaise dans la Province de Saragosse (Espagne).

## Géographie
Il s'agit de la comarque aragonaise la plus petite mais qui, cependant, offre l'une des densités de population les plus importantes par rapport à la moyenne du reste de comarques aragonaises. Fait qui est dû au grand nombre de municipalités qui l'intègrent, ainsi comme d'une moyenne élevée d'habitants par village.

## Histoire
La loi de création de la comarque est la 21/2001 et date du 21 décembre 2001. C'est le 19 février 2002 que la loi a été constituée. Ses compétences ont été transférées le premier juillet 2002.
Le siège du département se trouve à Alagón.

## Économie
Traditionnellement, son économie était basée sur la plaine maraîchère située entre le fleuve Èbre et le Jalón, rivière affluente de celui-ci.
À l'heure actuelle l'économie repose essentiellement sur l'usine du groupe PSA (qui se trouve à Figueruelas) ainsi que ses usines auxiliaires.

## Communes
Alagón, Alcalá de Ebro, Bárboles, Boquiñeni, Cabañas de Ebro, Figueruelas, Gallur, Grisén, La Joyosa, Luceni, Pedrola, Pinseque, Pleitas, Pradilla de Ebro, Remolinos, Sobradiel, Torres de Berrellén